# محاصره فوکویو
محاصره فوکویو (انگلیسی: Siege of Fukuyo) یکی از گام‌هایی بود که فئودال ژاپنی تاکدا شینگن در تلاش برای به دست گرفتن کنترل ولایت شینانو برداشت.